# ФК Сокол (София)
Сокол е български футболен клуб от град София, съществувал в периода 1930 – 1944.
Основан е през 1930 г. в столичния квартал Три кладенци. Няма връзка с едноименния клуб Сокол от II район на столицата, основан 1915 г. и престанал да съществува през 1926. Сокол не е разполагал със собствено игрище. Основният екип на отбора е червено и бяло. Нарицателното му име е било „червените соколи“ и „червените ючбунарци“.
В началото Сокол е функционирал като неорганизиран квартален клуб. Въпреки че е развивал много млади играчи, той е бил съпътстван от постоянни финансови затруднения, които са карали ръководството на клуба да търси варианти за различни обединения. През 1934 г. за една година става секция към Спортклуб. От 1935 г. се отделя самостоятелно и е включен в Софийското първенство. На 26 април 1942 година се слива с Акоах под името Витошки сокол. Отделя се в началото на 1944 и съществува до 5 ноември 1944 г., когато се обединява със Спортклуб и Акоах под името Септември (София). Най-доброто му класиране в първенствата е 2-ро място във Втора дивизия през 1938 година. От Сокол в Септември играе Никола Божилов.